# Сабачку!
«Сабачку!» (с бел. — «Собачку!») — белорусский политический лозунг. Появился во время белорусских августовских протестов в 2020 году. Его источником послужил ответ сторонников Александра Лукашенко на риторический вопрос своего лидера. Позднее лозунг неоднократно скандировался на манифестациях.

## История
Лозунг белорусских протестующих появился как своеобразная пародия на слоган сторонников Лукашенко «За Батьку!» во время протестов 23 августа 2020 года. Источником фразы является риторический вопрос Лукашенко «Кого завтра будем кормить?» на одном из провластных митингов. В ответ сторонники власти начали скандировать «За Батьку!», что очень походило на «Сабачку!». Также слоган намекает на шпица Лукашенко.
Лозунг скандировался на протестах и появлялся на плакатах манифестантов. Слоган звучал также и во время минских перформансов около стелы «Минск — город-герой». Один из лидеров и основателей «Би-2» Егор Бортник публиковал фото в Инстаграм со своей собакой. В этой публикации СМИ нашли политическую подоплёку и связали её со шпицем Лукашенко и политическим лозунгом. Интернет издание КУКУ меняло домен своего сайта на sabachka.help во время блокировки белорусскими властями.

## Анализ
«Сабачку!» является интересным примером лозунга, который использует цитацию. Слоган восходит к малым комическим формам. Также видоизменённый лозунг «Каго заўтра будзем карміць? Сабачку» (с бел. — «Кого завтра будем кормить? Собачку») является примером лозунга метафоры. Выражением протестующие активно высмеивали государственную пропаганду.

## Оценки
Доктор Мария Катажина Преннер в своей публикации «Попытка комплексного прагматического анализа лозунгов белорусского протеста 2020 г.» с Андреем Зинкевичем оценили, что оппозиционным демонстрантам удалось дискредитировать основной лозунг провластных сил «За Батьку!» его искажённой цитацией.
Писатель Ольгерд Бахаревич назвал лозунг самой постмодерной кричалкой августовских акций протеста.